# Puławy
Puławy jsou město v Polsku v Lublinském vojvodství ve stejnojmenném okrese. Leží na řece Visle, přibližně 40 kilometrů západně od Lublinu. Ve městě s necelými 45 tisíci obyvatel jsou 2 mosty, nachází se zde říční přístav a vedou zde hlavní silniční a železniční tratě. Město je významně spojeno s polskou historií, sídlily zde význačné polské rody. Nyní jsou Puławy význačným průmyslovým městem akomunikačním uzlem na řece Visle.

## Historie

### Postupný vývoj města
Pulawy jsou svojí historií spjaty s polskou šlechtou, která zde působila. Jsou to zejména rody Opalaňských, Lubomirských a v neposlední řadě rod Czartoryských. Ve druhé polovině 16. století byly Puławy vesnicí, která se nacházela v Lublinském vojvodství. V roce 1662 byla obec součástí panství Łukasze Opalańského. Od druhé poloviny 17. století pak vlastnila Puławy rodina Lubomirských. V letech 1676–1679 si zde postavil své letní sídlo vysoký vládní úředník Stanisław Herakliusz Lubomirský. Jeho dcera Elżbieta v roce 1687 dostala Puławy jako věno, když si vzala pozdějšího královského hejtmana Adama Mikołaje Sieniawského. Jeho sympatie k Augustu II. Silnému však v roce 1706 přinesly zničení Puław během Švédské invaze do Polska (polsky Potop szwedzki, Švédská povodeň či též Švédská krvavá potopa).
V roce 1731 se Sieniawského dcera Maria Žofie provdala a Puławy se staly na dalších 100 let majetkem rodiny Czartoryských.  V té době město zažilo svůj zlatý věk. V roce 1761 se Augustův syn Adam Kazimierz oženil s Izabelou Flemmingovou, jedinou dědičkou panství po Janovi Jerzym Flemmingovi. V roce 1784 se Adam a Izabela přestěhovali do Puław. V následujících letech zde vzniklo centrum kulturního a politického života, soupeřící s hlavním městem. Městu se přezdívalo polské Athény. Téměř všichni známí představitelé této epochy pobývali v Puławách, např. Grzegorz Piramowicz, Franciszek Dionizy Kniaźnin, Julian Ursyn Niemcewicz, Adam Tadeusz Naruszewicz, Jan Paweł Woronicz, Franciszek Karpiński, Franciszek Zablocki, Jan Piotr Norblin, Marcello Bacciarelli a Kazimierz Wojnakowski. Po rozdělení Polska utrpěly Puławy další škody. Jako odplatu za podporu, kterou Kościuszkovi poskytla rodina Czartoryských v roce 1794, ruská armáda zničila jejich sídlo v Puławách a vyplenila okolní vesnice.
Vévodkyně Isabella v roce 1796 zahájila rekonstrukci Puław. Využila talentu architekta Piotra Aignera a přestavěla nejen rezidenci, ale také  v parku sousedícím s palácem postavila řadu zahradních staveb. Romantickou povahu parku zdůraznila mimo jiné přítomnost poustevníka najatého Izabelou Czartoryskou a žijícího na plný úvazek v jeskyni. V jedné ze zahradních budov, v chrámu Sibyla, vévodkyně v roce 1801 založila první muzeum v Polsku, které sbíralo národní suvenýry. V roce 1816 vévodkyně Maria Wirtemberska, sestra prince Adama Jerzyho Czartoryského, umístila do Puław román Malwin, tedy výchozí srdce, považovaný za první polský psychologický román s autobiografickými zápletkami.
V roce 1828 polský vojenský inženýr, generál Ignacy Prądzyński, navrhl zřídit opevnění, aby střežilo přechod řeky Visly v Puławách. Nakonec však bylo opevnění postaveno v Dęblinu. Konec zlatého věku přineslo Puławám listopadové povstání. Zde plukovník Juliusz Małachowski odvážně zaútočil na ruská kasárna a 2. března 1831 se odehrála bitva o Puławy.
Po pádu povstání byla rodina Czartoryských nucena emigrovat a jejich majetek byl zkonfiskován. Z Puław se stalo klidné provinční město. V roce 1842 ruské orgány s cílem vymazat stopy polské identity přejmenovaly Puławy na Nowa Alexandria. Byl zahájen rozvoj vědeckých a vzdělávacích institucí. V roce 1844 byl založen Institut pro vzdělávání dívek, v roce 1862 pak Polytechnický, zemědělský a lesní ústav, který byl uzavřen po pádu lednového povstání a v roce 1869 Ústav venkovského zemědělství a lesnictví.

### Novodobá historie
V roce 1906 získaly Puławy městská práva. V roce 1915, během první světové války, ruské a poté rakouské jednotky město opustily a Puławy byly výrazně poškozeny. V meziválečném období se ve městě začal rozvíjet průmysl. Kromě bývalého zemědělského ústavu byl zřízen Národní výzkumný ústav venkovských farem. Město bylo i nadále etnicky různorodé, byli zde Poláci, Židé a Rusové, vyznavači křesťanství, pravoslaví a judaismu. Rozvoj města byl znovu přerušen vypuknutím druhé světové války, kdy zahynula třetina jeho obyvatel. V roce 1944 byly Puławy obsazeny Rudou armádou a vojáky domácí armády, kteří s ní spolupracovali. V poválečném období v roce 1960 rozhodly polské úřady o organizačních změnách a po tomto datu došlo k výraznému nárůstu počtu obyvatel a změnil se také charakter města. Puławy se proměnily v průmyslové město.

## Památky

### Park
Palác je obklopen krajinářským parkem o rozloze 30 ha. Původně byl park založen rodinou Lubomirských jako pravidelný park a od té doby se postupně mění. V letech 1731–1736 přijal park francouzský styl. Vévodkyně Isabella z něj v letech 1798–1806 udělala romantickou zahradu v anglickém stylu, do které umístila řadu zahradních staveb a soch. Dále se zde nachází Marynkův palác, stavba z let 1790 až 1794, která byla postavena pro Marii Wirtemberskou, dceru Izabely a Adama Kazimierzů Czartoryských, dále Řecká chata, postavená v letech 1778–1791, kdysi oranžerie, nyní městská knihovna, Žlutý dům z počátku 19. století, postavený také během  pobytu cara Alexandra II, Čínský altán z poloviny 18. století, mramorový Sarkofág vyrobený v Římě, zaslaný do Puław v roce 1799 Adamem Jerzy Czartoryskim, socha zobrazující Tancreda a Klorindu, hlavní hrdiny básně 16. století Torquato Tasso Osvobozený Jeruzalém, vyrobenou kolem roku 1790 na žádost Stanisława Augusta Poniatowského od Francesca Lazzariniho, Římská brána byla postavená v roce 1829 jako trvalá ruina podle vzoru Titova oblouku v Římě.

### Palác
V letech 1785-1810 byl palác přestavěn v klasicistním stylu rodinou Czartoryských podle návrhu Christiana Piotra Aignera. Interiéry centrálně - historické části paláce byly veřejnosti zpřístupněny v roce 2005. Czartoryského palác je nyní sídlem Ústavu pěstování, hnojení a půdní vědy - Národního výzkumného ústavu .V současné době se celá plocha parku a palácové osady nazývá Rezidenční komplex  Czartoryských.

### ChrámSibyla
Tento chrám je nejzajímavější stavbou v parku, dříve byl nazýván Chrám paměti. Byl postavený v letech 1798–1801 podle Aignerova návrhu, dle vzoru starověkého chrámu Vesta v Tivoli poblíž Říma . V roce 1801 zde Izabela Czartoryská založila první muzeum v Polsku na podporu vlastenectví v okupovaném Polsku.

### Gotický dům v parku
Nedaleko chrámu Sybily je gotický dům, postavený v letech 1800–1809, navržený také Aignerem, a otevřený u příležitosti pobytu Józefa Poniatowského v Puławách. Nyní je sídlem Regionálního muzea PTTK. Vedle gotického domu je kopie sochy Tancred a Klorynda.

### Kostel Nanebevzetí Panny Marie
Byl postavený v letech 1800–1803 podle vzoru římského Panteonu, od roku 1919 je farním chrámem.

## Galerie města

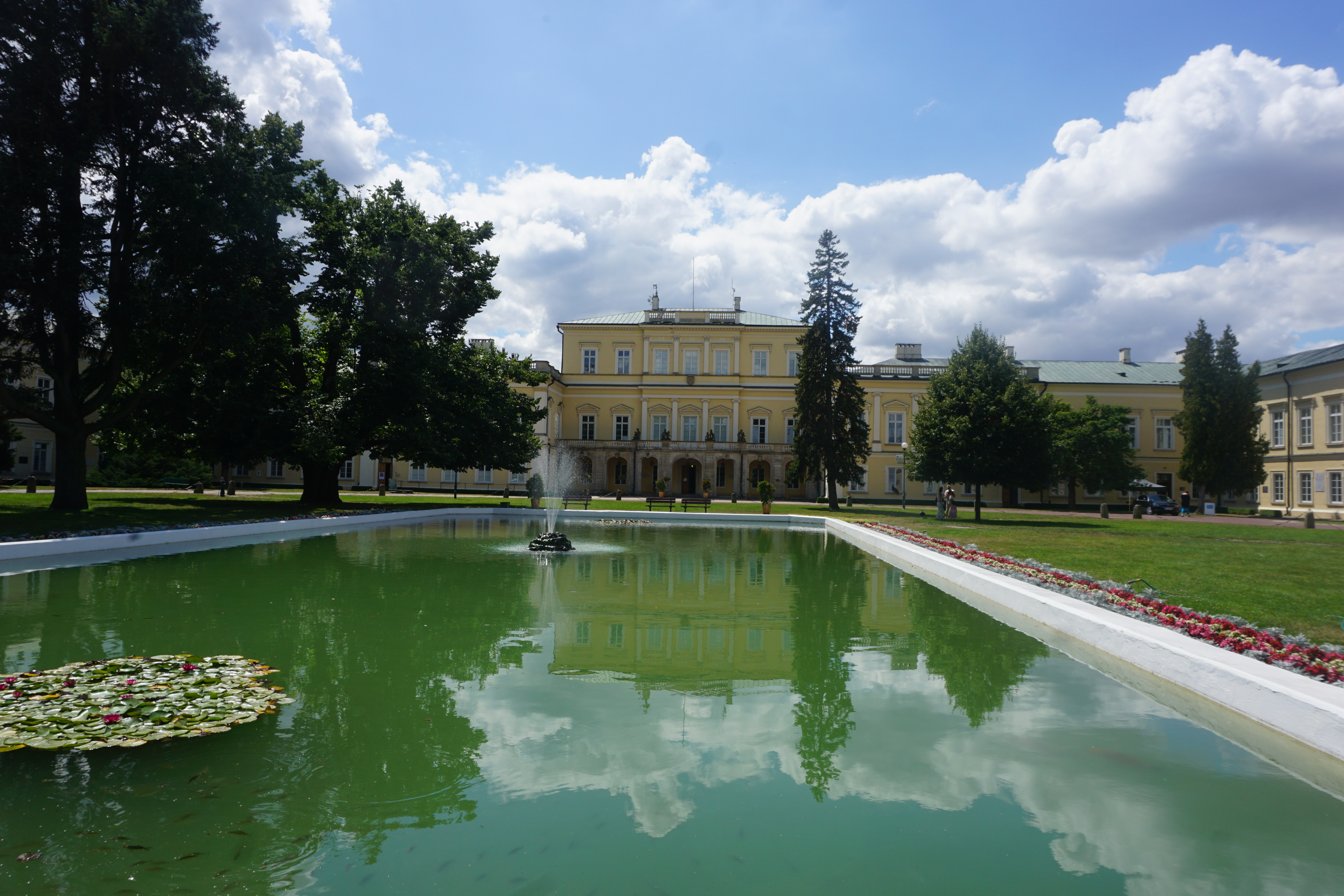
Zámecký park
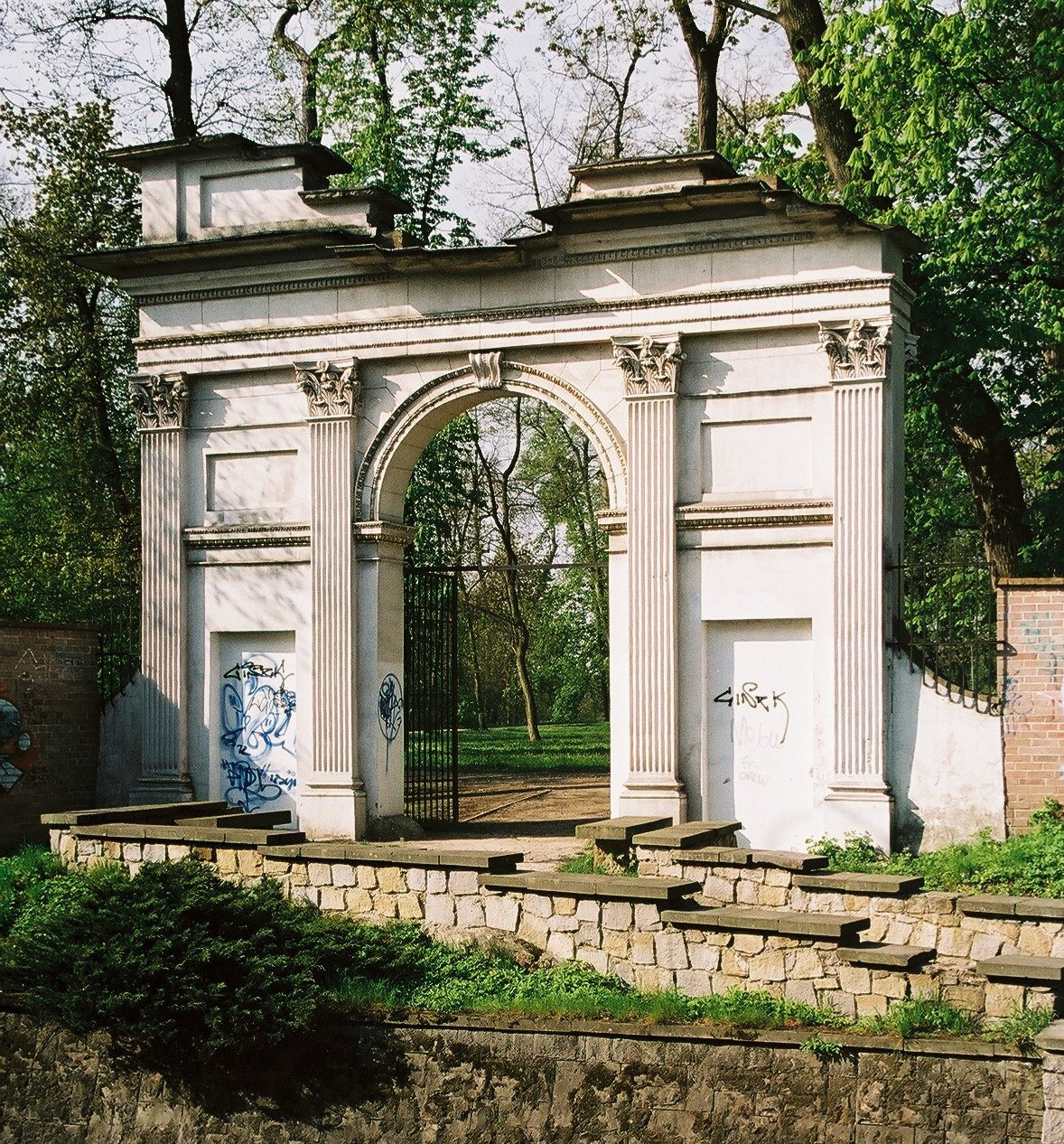
Římská brána
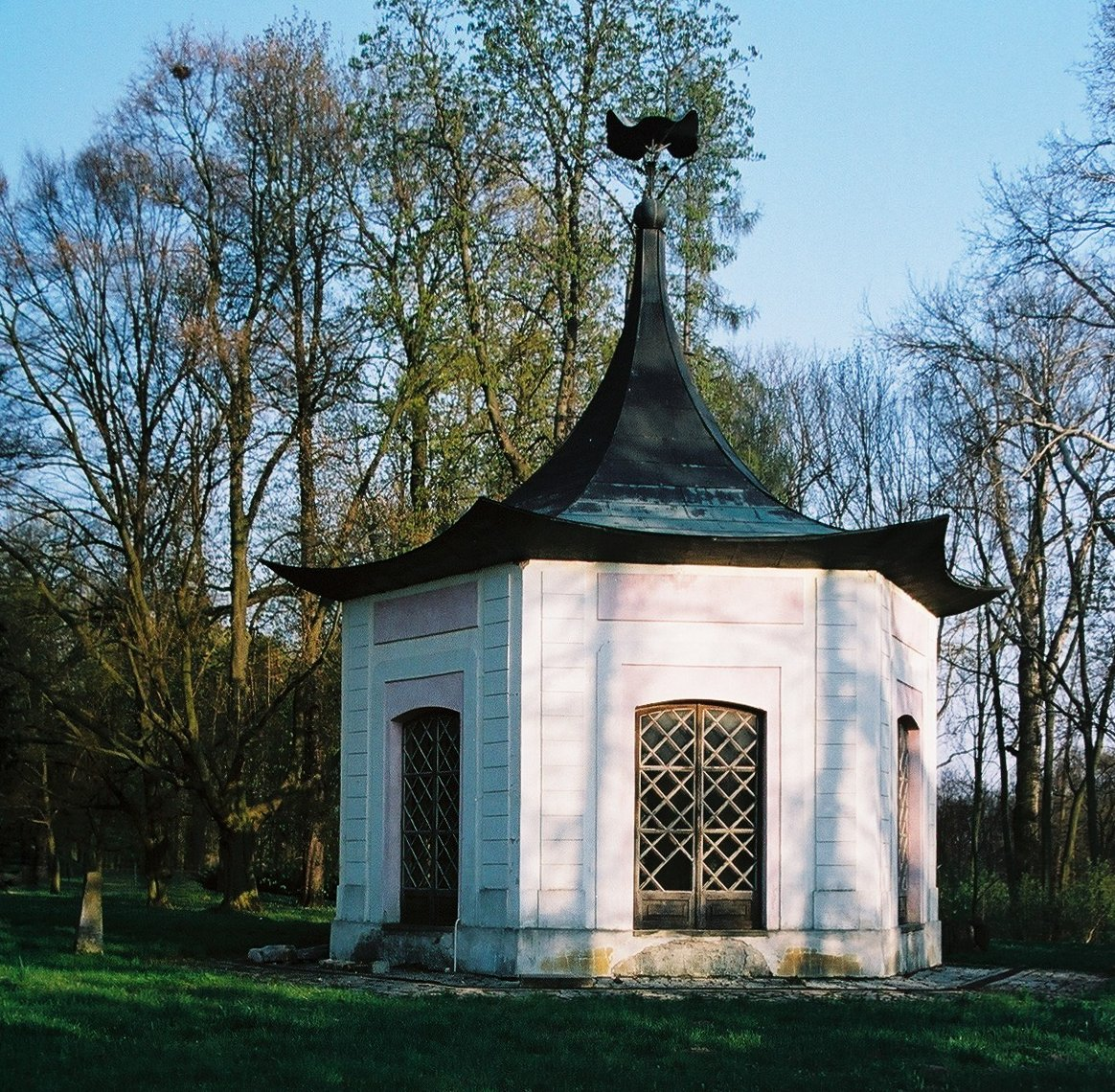
Čínský altán
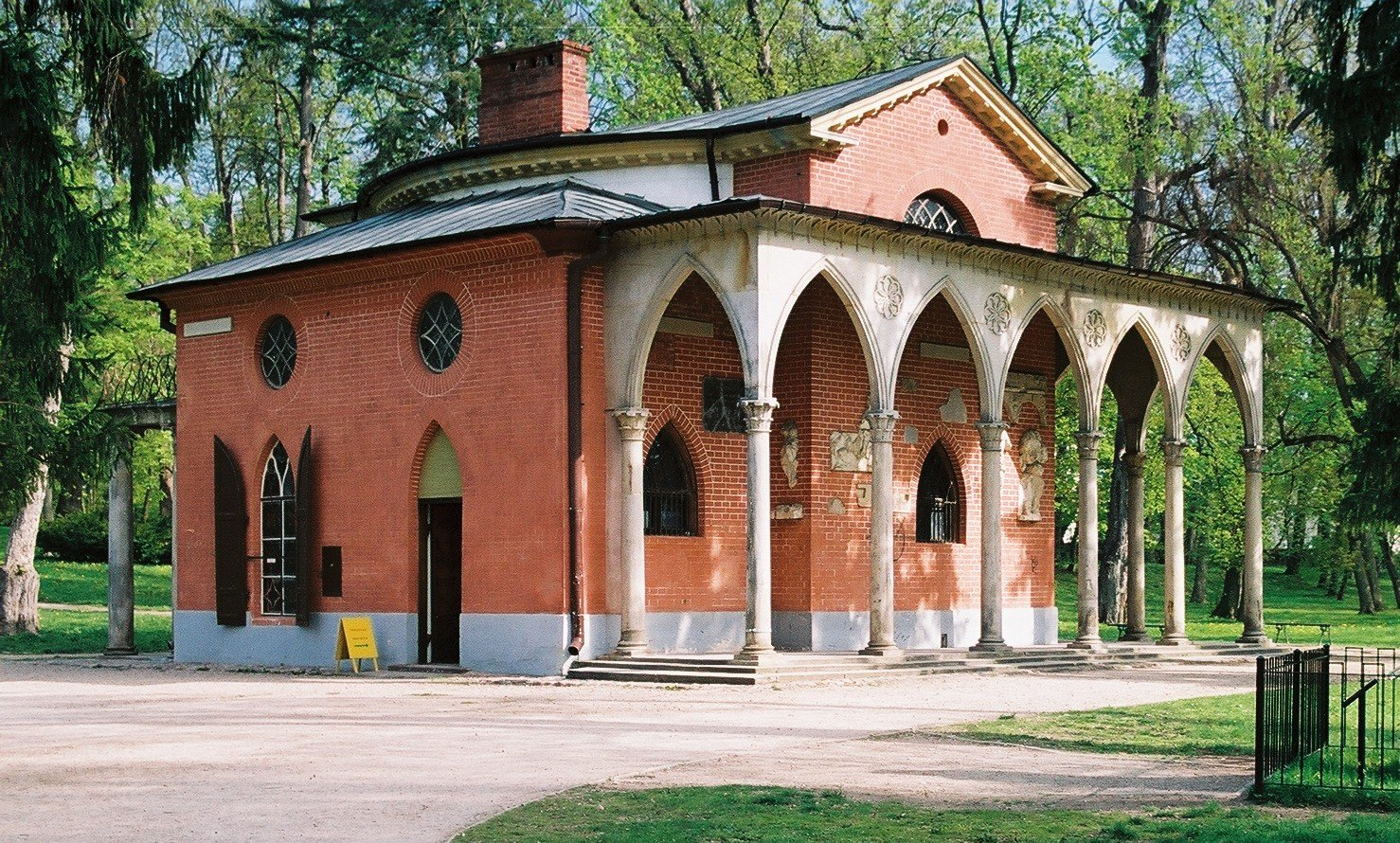
domek gotycki
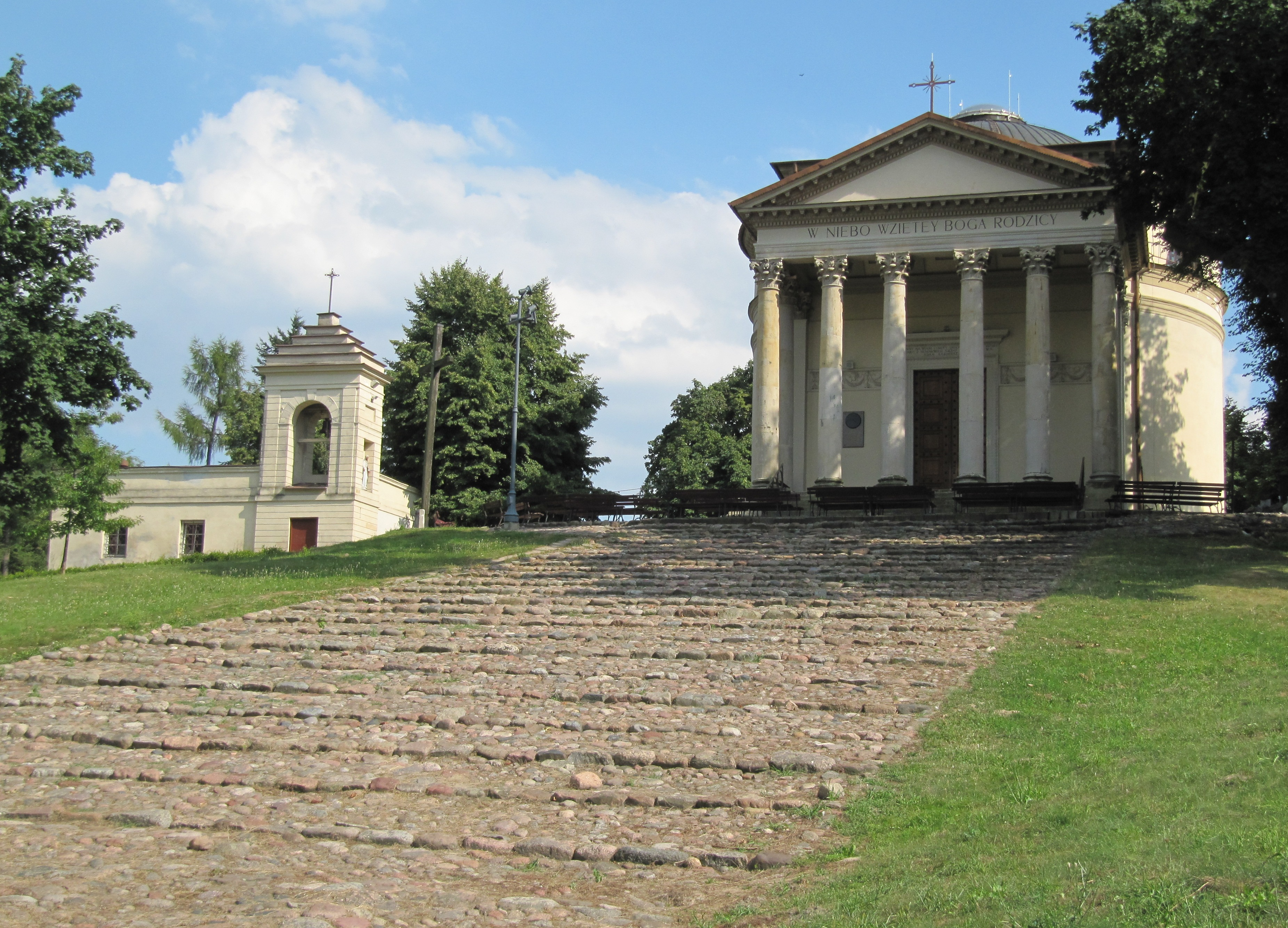
Kostel Nanebevzetí Panny Marie
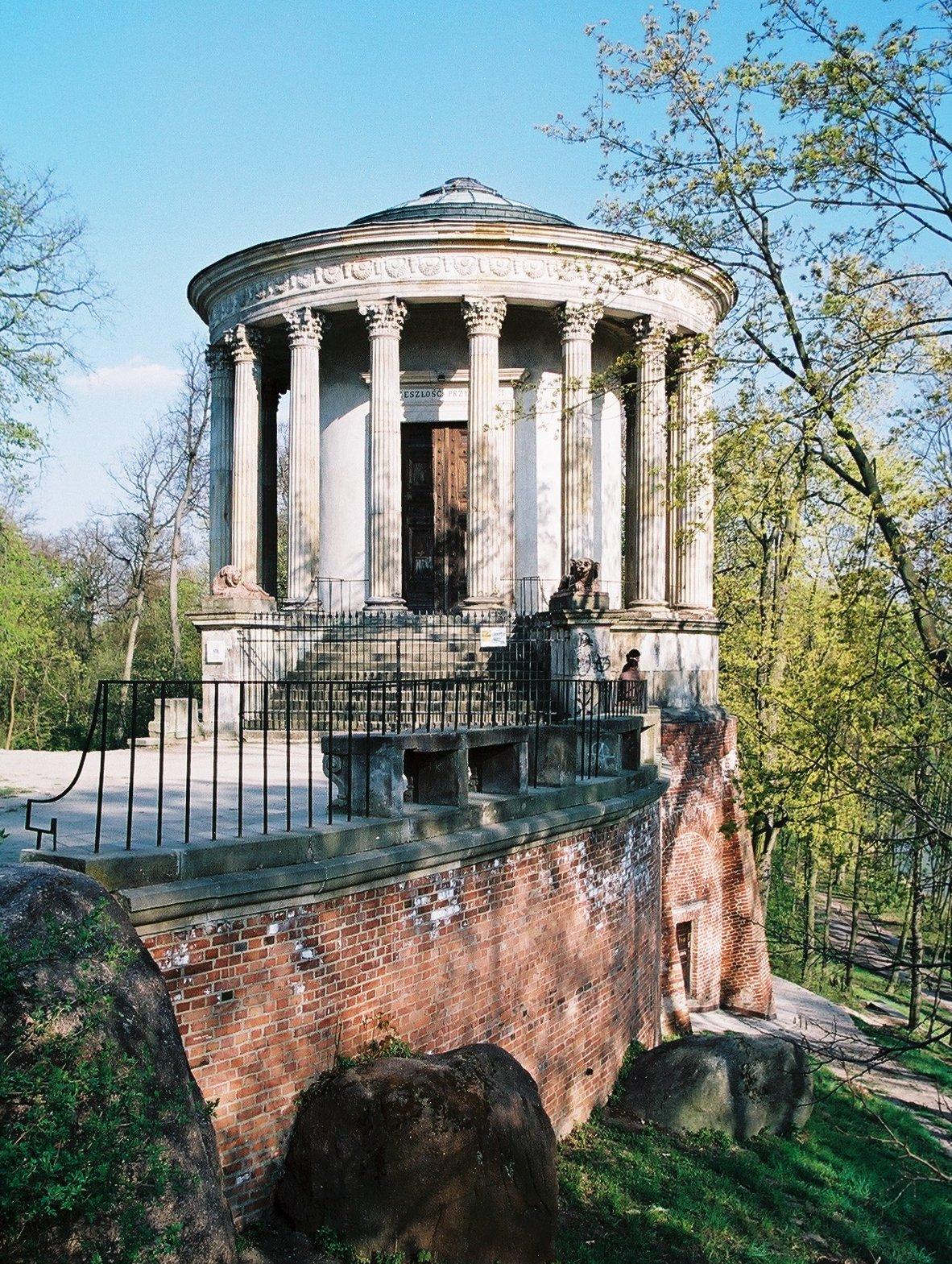
Sybilina svatyně
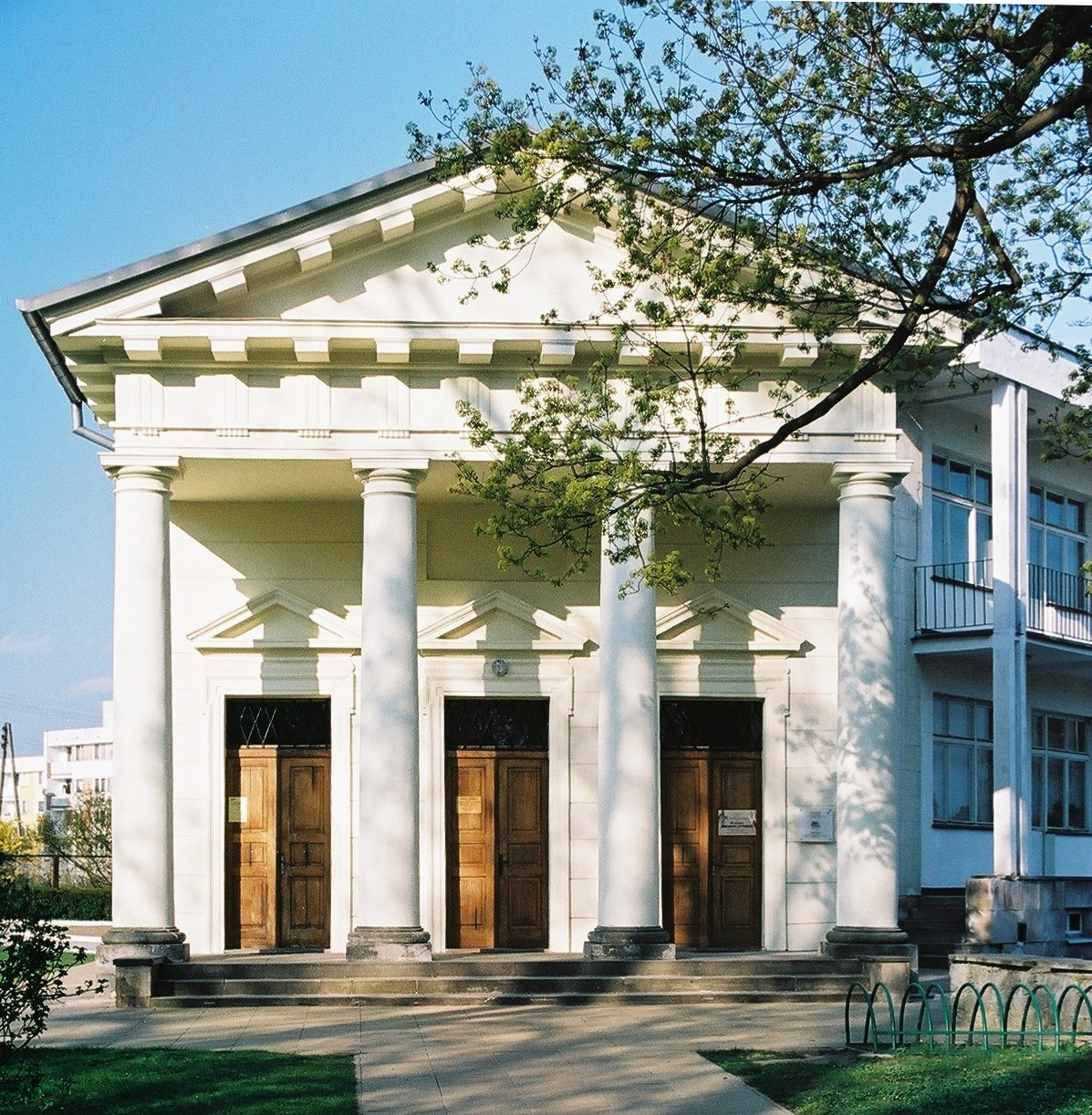
Řecký domek
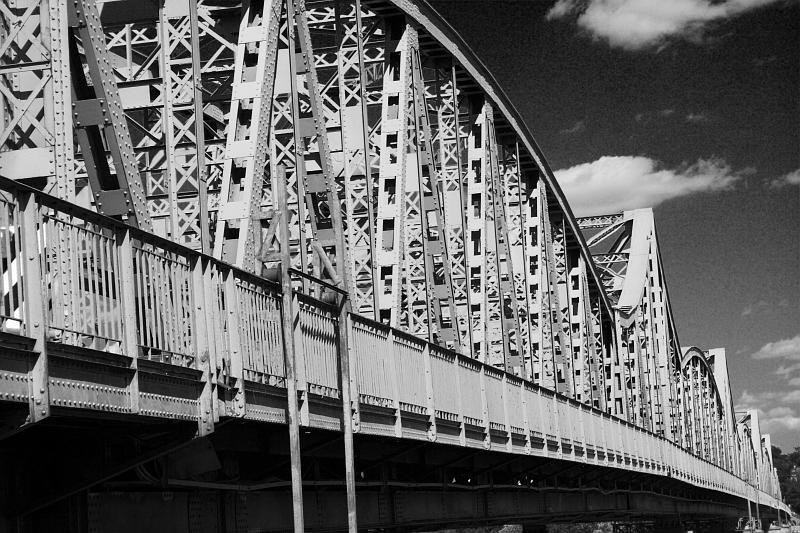
Most Moscického
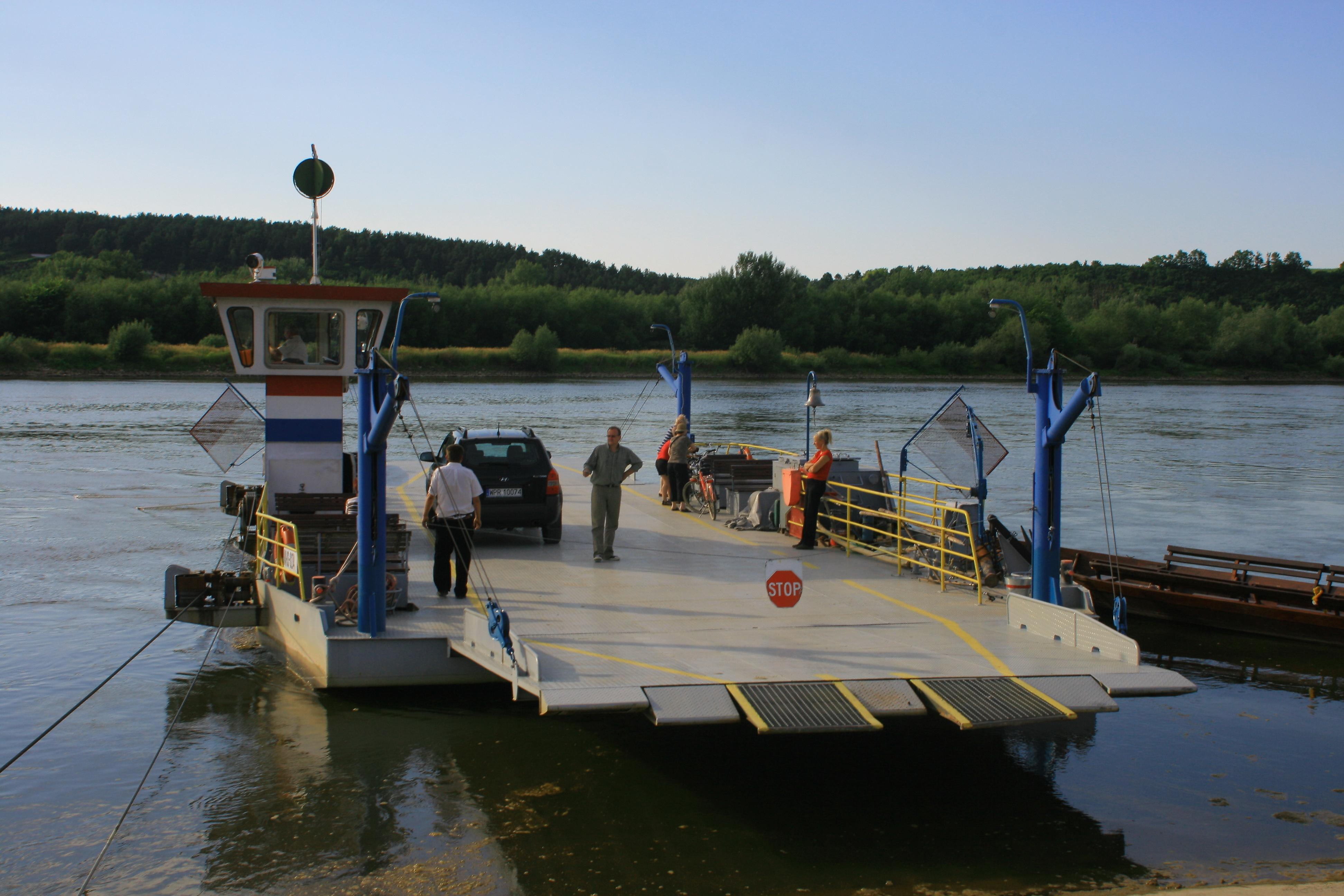
Visla v Pulavě